# Athyroglossa africana
Athyroglossa africana är en tvåvingeart som först beskrevs av Wirth 1955.  Athyroglossa africana ingår i släktet Athyroglossa och familjen vattenflugor. Inga underarter finns listade i Catalogue of Life.